# 長部
長部（）は、漢字を部首により分類したグループの一つ。
康熙字典214部首では168番目に置かれる（8画の2番目、戌集の2番目）。

## 概要
長部には「長」または「镸」を筆画の一部として持つ漢字を分類している。ただし「髟」を含む文字は一般に髟部に収められる。
単独の「長」字は時間的・空間的な距離にかなりの開きがあることを表し、「短」字の対義語である。また動物の成長や植物の生長を意味し、さらに「幼」の対義語として年上であることを表す形容詞としても使われている。
字源としては、「長」字は杖をついた年長者を象る象形文字である。
「長」は意符としては長いことに関する文字に含まれることがあるが、あまり多くない。むしろ楷書の筆画上「镸」を構成要素にもつ「髟」（甲骨文・金文によれば「髟」全体で髪の長い人の象形）による漢字の方が多く字を作っている。楷書では左側の偏の位置に置かれる時「镸」と書かれる。
長部に属する漢字は日常範囲では「長」自身のみである。それ以外ではJIS補助漢字で部首形の「镸」と「镹」「镾」があり、Unicodeを見渡すと特に拡張領域では「镸」の形で現れるものを中心としてある程度まとまった数の漢字があり、拡張B領域の「𨱥」「𨱼」など「長」の字形のまま用いられている漢字も若干あるが、これらは現代の日常生活ではまず用いられない。
中国の簡体字では字形を「⻓」と簡略化するが、長部の漢字のうち「⻓」の形で用いられているものは、2024年現在のUnicodeでは、「⻓」自身以外では「𰿖」「𲈤」「𲈥」の3字しかない。

## 部首の通称
- 日本：ながい
- 韓国：길장부（gil jang bu、ながい長部）
- 英米：Radical long (Radical 168)

## 部首字
長
- 中古音
  - 広韻 - 1.直良切、陽韻、平声 2.知丈切、養韻、上声
  - 詩韻 - 1.陽韻、平声 2.漾韻、上声
  - 三十六字母 - 1.澄母 2.知母
- 現代音
  - 普通話 - ピンイン：1.cháng 2.zhǎng 注音：1.ㄔㄤˊ 2.ㄓㄤˇ ウェード式：1.ch'ang2 2.chang3
  - 広東語 - Jyutping:1.coeng4 2.zoeng2 イェール式:1.cheung4 2.jeung2
- 日本語 - 音：1.チョウ（チャウ）（漢音・呉音） 2.チョウ（チャウ）（漢音）・ジョウ（ヂャウ）（呉音）訓：1.ながい 2.おさ・たける
- 朝鮮語 - 音：장(jang) 訓：길（gil、長い）・오랠（orael、久しい）・멀（meol、遠い）・뛰어날（ttwieonal、優れた）・어른（eoreun、大人）・자랄（jaral、育つ）・맏（mat、序列が一番上の）

## 例字
- 長